# San Juan Guichicovi
San Juan Guichicovi es una localidad del estado mexicano de Oaxaca. Es cabecera del municipio de San Juan Guichicovi.

## Historia
Los primeros pobladores de San Juan Guichicovi llegaron de San Pedro Sarabia, estableciéndose en la
comunidad hoy conocido como San Juan Viejo, en el año de 1701, posteriormente migran a otro lugar buscando
agua y mejores tierras para el cultivo y se establecen lo que hoy es San Juan Guichicovi. Su primer presidente
fue el Sr. Jacobo Bonifacio. 
El término Guichicovi se compone de Guichi, pueblo y covi, nuevo, (pueblo nuevo) en
lengua zapoteca. 
El municipio fue fundado en el año de 1825.

## Sitios Turísticos
Los centros ceremoniales y monumentos históricos que existen son el centro ceremonial de la piedra,
ubicado en lado oriente de la cabecera municipal, conocido como Mejneaambeawiimb en lengua mixe. 
La iglesia católica destaca como monumento histórico; ésta fue construida en obra negra por los dominicos en el siglo XVI. 
El actual palacio municipal construido a base de ladrillos y adobe, es un edificio que tiene más de 100 años. Sus medidas son las siguientes: 16 metros de ancho por 80 metros de largo, cuenta con 20 arcos en la fachada principal 10 puertas de entrada al interior del inmueble, actualmente en uso. 

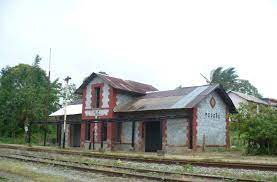
Estación Mogoñé

Otro monumento histórico es la estación de ferrocarriles construida hace 100 años en las comunidades de Estación Mogoñé.

## Cultura y Tradición
No existen en el municipio fiestas autóctonas, las que se celebran actualmente tiene fuerte influencia de otras culturas, especialmente de la zapoteca. 
Las principales fiestas religiosas en la cabecera municipal son el 3 de mayo, la Santa Cruz; 1 junio vela San Juan, el 24 de junio, San Juan Bautista; el 29 de agosto, San Juan Degollado; el 22 de noviembre, Santa Cecilia; el 11 de noviembre se celebra a San Martín Caballero; en la Semana Santa o semana mayor los habitantes del municipio realizan visitas de compadrazgos en convivencia. Otra celebración
importante es el día de muertos cuando se elaboran altares adornados con cempasuchitl y variados platillos yta males, frutas, bebidas y ofrendas para recibir las almas de sus muertos. En el municipio aún se ejecuta la jarana
mixe, influencia de los jaraneros del estado de Veracruz, y la banda de música cuya influencia proviene de las zonas mixes media y alta. El repertorio incluye temas como la Sanjuanera y el Angelito.
Existen danzas pero ya no se practican, tal es caso de la danza del enmascarado. Esta se ejecuta vistiendo ropa vieja de los enfermos para sacramentarlas o limpiarlas de manera que se les quite la enfermedad y así poder recuperar la salud; los danzantes se disfrazan de mujer o cualquier personaje cubriéndose el rostro con una máscara, bailando al compás de la música

## Demografía
| Censo | Población |
| ----- | --------- |
| 1900  | 2 939     |
| 1910  | 2 733     |
| 1921  | 1 938     |
| 1930  | 2 046     |
| 1940  | 1 582     |
| 1950  | 2 143     |
| 1960  | 2 462     |
| 1970  | 2 473     |
| 1980  | 2 231     |
| 1990  | 3 318     |
| 1995  | 3 817     |
| 2000  | 4 146     |
| 2005  | 4 204     |
| 2010  | 4 284     |
| 2020  | 4 131     |